# フォード・エスコート (北米)
エスコート（ESCORT）は、フォードが北米地域で製造・販売していたコンパクトカーである。

## 初代（1981年 - 1990年）
初代モデルは欧州フォードのエスコートMK3をベースに開発され、1981年モデルイヤーに、旧態化していたサブコンパクトカー、フォード・ピントの後継車種として登場した。 姉妹車としてマーキュリー・リンクスも同時に登場した。米国フォードにとっては初めての前輪駆動車の生産となった。また、商業的にも成功し、1980年代を通して単一モデルとしては最も売れた米国車の一つとなった。

## 2代目（1991年 - 1996年）
2代目はレーザー（マツダ・ファミリアベース）の姉妹車となり、欧州向けエスコートの系譜からは離れることとなった。ボディは4ドアセダン、3ドア/5ドアハッチバック、およびワゴンが存在した。マーキュリー版はマーキュリー・トレーサーに改名された。通常モデルは旧型以来のフォード製1.9L 4気筒88馬力エンジンを積み、ライバルと比較するとアンダーパワーであったが、GTモデルのみはマツダ製1.8L 127馬力エンジンが与えられた。

## 3代目（1997年 - 2003年）
1997年に3代目にモデルチェンジが行なわれ、ハッチバックは落とされた。翌98年モデルからはエスコートZX2 (en: Ford Escort ZX2)という2ドアスポーツクーペが追加された。このモデルはフォード・プローブの代替車種でもあった。1999年にはワゴンとマーキュリー・トレーサーがラインナップから落とされ2003年に姿を消した。